# Fährverbindungen Neckarsteinach–Neckargemünd
Die Fährverbindungen Neckarsteinach–Neckargemünd haben eine lange Tradition. Bereits im Jahr 1404 wurden sie in Verbindung mit dem Kloster Schönau erwähnt. 1803 verbanden sie erstmals die Orte Neckarhäuserhof und Neckarhausen. 1906 war eine zusätzliche private Gierfähre zwischen Neckarsteinach und Dilsberg angelegt. Die Neckarfähre verband mit Neckarsteinach und Neckargemünd sowie den zugehörigen Ortsteilen, in denen die Fährverbindungen angesetzt waren, die beiden Staaten Hessen und Baden miteinander. Heute verbindet die Fähre Neckarhäuserhof-Neckarhausen die Länder Hessen und Baden-Württemberg.

## Geschichte
Für das Jahr 1404 wird davon berichtet, dass die Abtei der Zisterzienser in Schönau eine jährliche Abgabe von der Fähre in Neckarsteinach bezog. Somit hat der Fährbetrieb in Neckarsteinach eine über Jahrhunderte andauernde Geschichte aufzuweisen. Für das Jahr 1459 wird eine Neckarfähre zwischen Neckarsteinach und Neckargemünd genannt, die beide Städte über den Neckar hinweg miteinander verbindet.

### Fährbetrieb Neckarsteinach-Neckargemünd

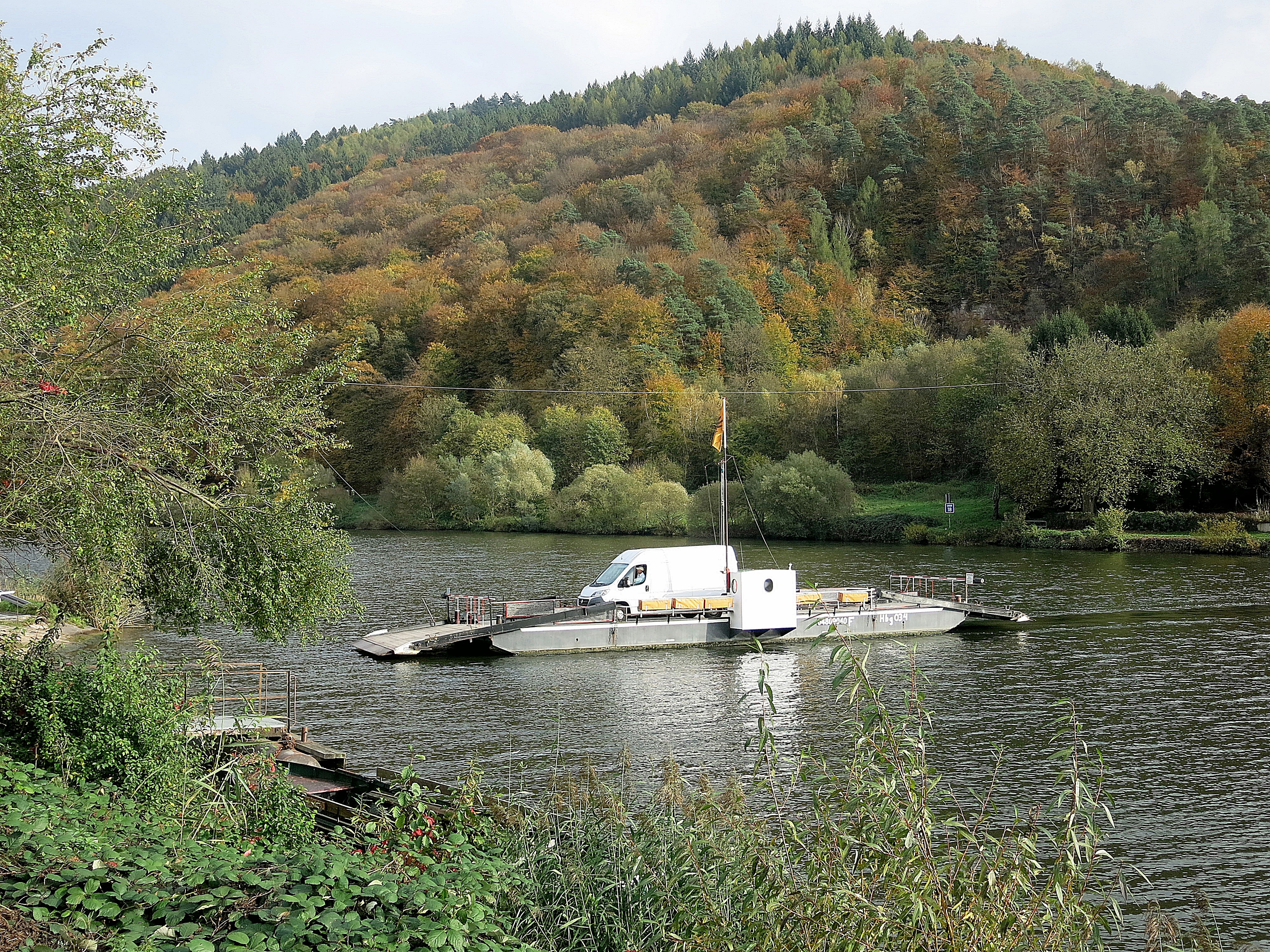
Gierfähre zwischen Neckarhausen und Neckarhäuserhof

Ab 1803 wird der Fährbetrieb zwischen Neckarhäuserhof und Neckarhausen erwähnt. 1812 erfolgte durch die großherzogliche Regierung in Darmstadt die Einrichtung einer Wagenfähre zwischen Neckarhausen und dem Ort Finsterbach. Diese wurde von zehn Eignern privat geführt. Im Jahr 1837 wurde durch den verstärkt aufkommenden Personen- und Tiertransport eine regelmäßig verkehrende Fähre mit einem festen Fährmann in Dienst genommen, die von Johannes Krieger als Pächter betrieben wurde. 1853 folgte eine beim Schiffsbau Jakob Seibert in Eberbach in Auftrag gegebene Drahtseilfähre, welche die veraltete Fähranlage ersetzte. Das Jahr 1888 war für den Fährbetrieb dadurch gekennzeichnet, dass die Belastung der immer schwerer werdenden Fuhrwerke, die Kettenschifffahrt und die Einweihung der Neckartalbahn dazu führten, eine Gierfähre einzurichten. Durch die aufkommende Motorgüterschifffahrt und den Bau der Schleuse in Neckarsteinach im Jahr 1933 wurde eine Hochseilgierfähre eingerichtet, die von der Schiffswert Philipp Ebert & Söhne in Neckarsteinach angefertigt wurde. Durch die Eingemeindung Neckarhausens nach Neckarsteinach 1971 wurden die Anteile Neckarhausens an der lokalen Fähre der Stadt Neckarsteinach zugeschlagen. 1978 wurden die Anteile Neckarsteinachs an der Fähranlage Neckarhausen-Neckarhäuserhof dem Kreis Bergstraße übergeben, da die Fähre als die Fortsetzung der Kreisstraße 205 betrachtet wurde. Aktuell ist die Verbindung zwischen Neckarhausen und Neckarhäuserhof in betrieb. Zudem ist ein Förderverein für die Fähre Neckarhausen-Neckarhäuserhof eingerichtet.

### Fährbetrieb Neckarsteinach-Dilsberg

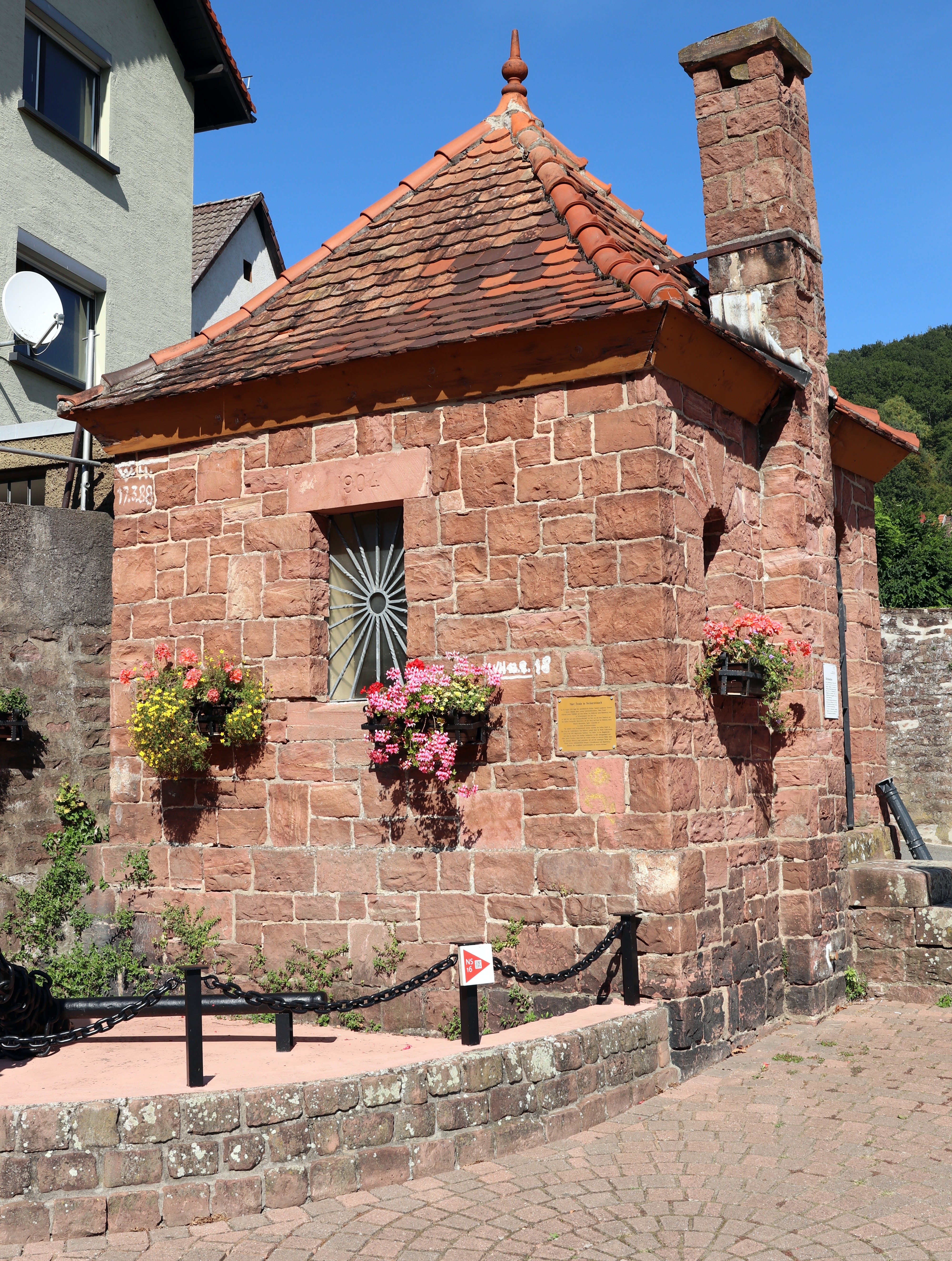
Fährhäuschen in Neckarsteinach

1906 wurde eine weitere Fähranlage eingerichtet, die in Neckarsteinach lag und die Stadt mit dem Ort Dilsberg verband. Eigner war der Fährunternehmer Jakob Friedrich Boßler (1851–1927). Damit hatte Fährinhaber Boßler den Fährdienst in Neckarsteinach inne und führte seine Geschäfte vom 1904 errichteten städtischen Fährhaus.
Er erhielt aufseiten des Großherzogtums Baden durch das großherzoglich-badische Ministerium des Innern in Karlsruhe und das großherzoglich badische Bezirksamt in Heidelberg 1906 die Genehmigung, den Fährbetrieb mit einer Gierfähre auf badischer Seite zu betreiben.

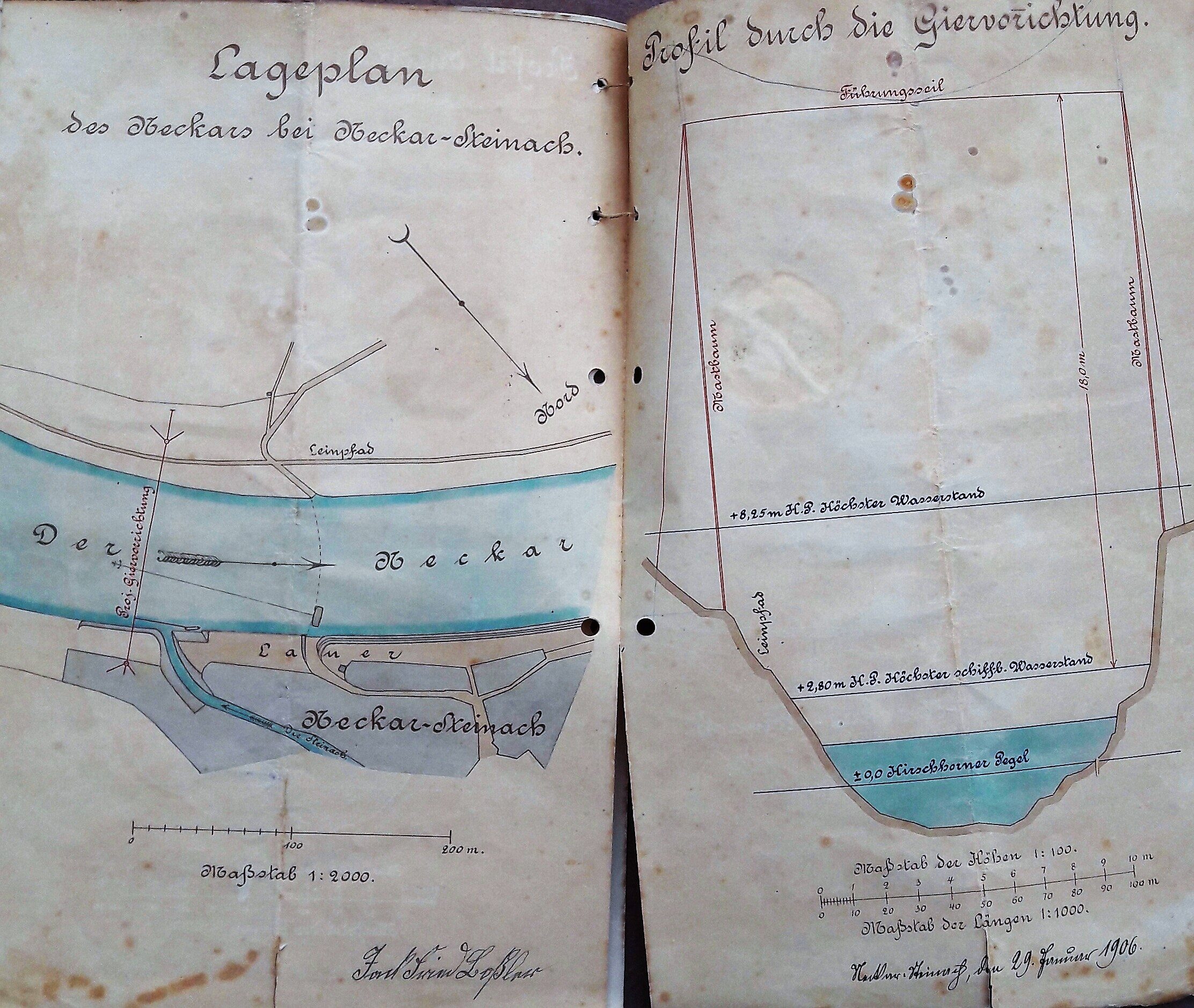
Bauplan zur Vorlage und Genehmigung durch die großherzoglich-badischen Behörden.
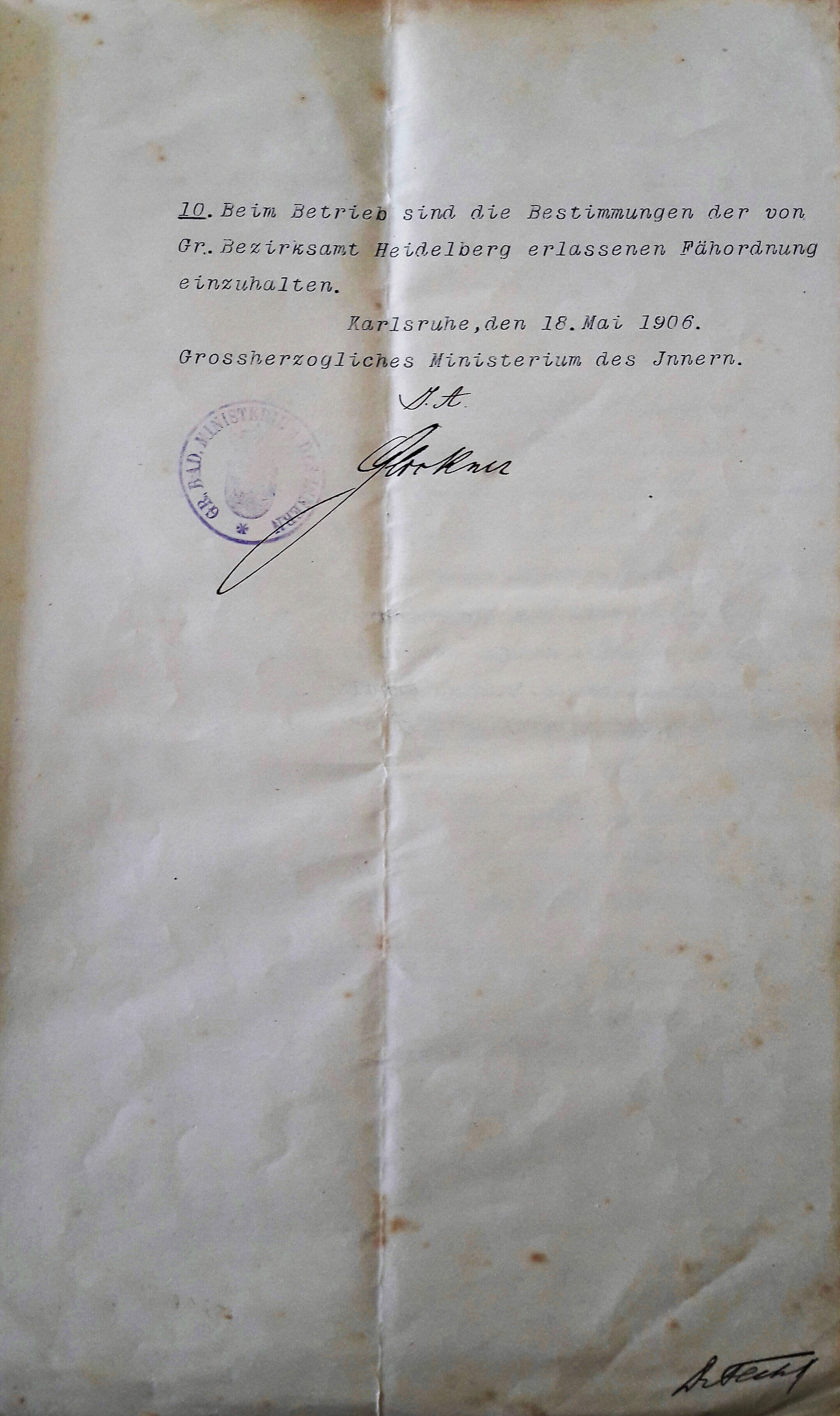
Genehmigung des Fährbetriebs durch das großherzoglich-badische Innenministerium in Karlsruhe.
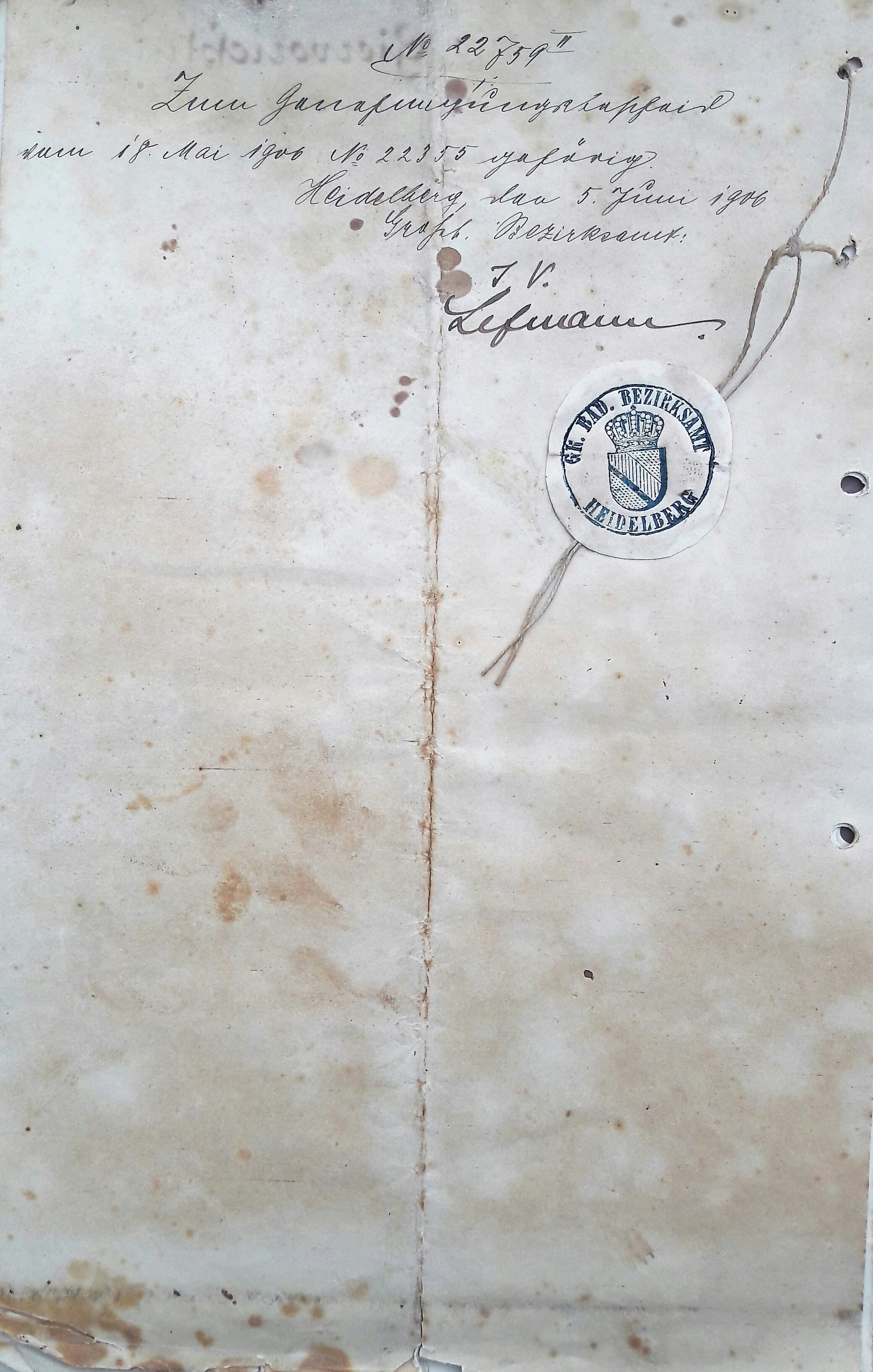
Genehmigung des Fährbetriebs durch das großherzoglich-badische Bezirksamts in Heidelberg.

Die Genehmigung der Fähranlage aufseiten des Großherzogtums Hessen erfolgte für Jakob Friedrich Boßler ebenfalls im Jahr 1906 und wurde durch das großherzoglich-hessische Ministerium der Finanzen in Darmstadt sowie durch das großherzlich-hessische Wasserbauamt in Worms erteilt.

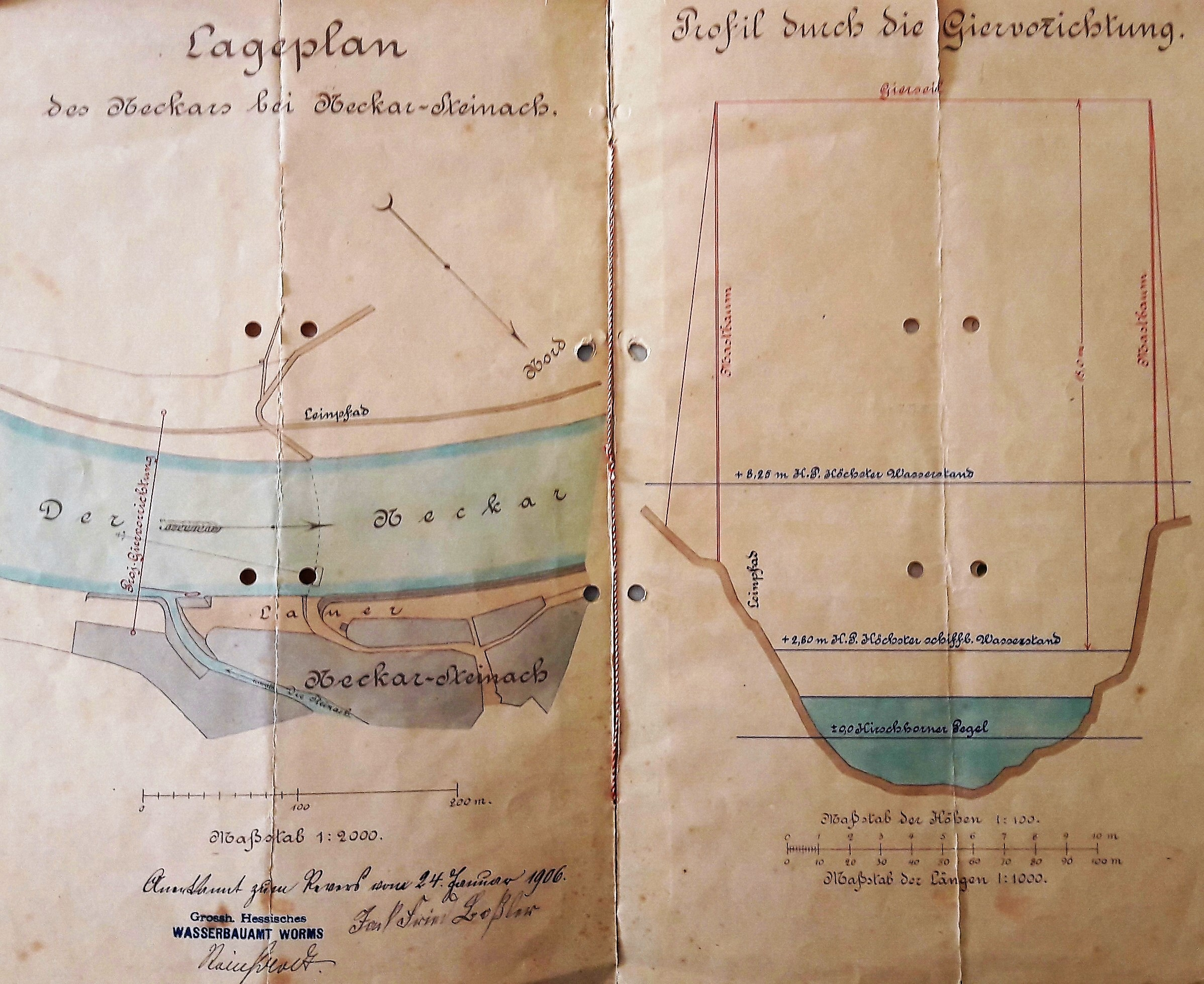
Bauplan zur Vorlage und Genehmigung bei den großherzoglich-hessischen Behörden.
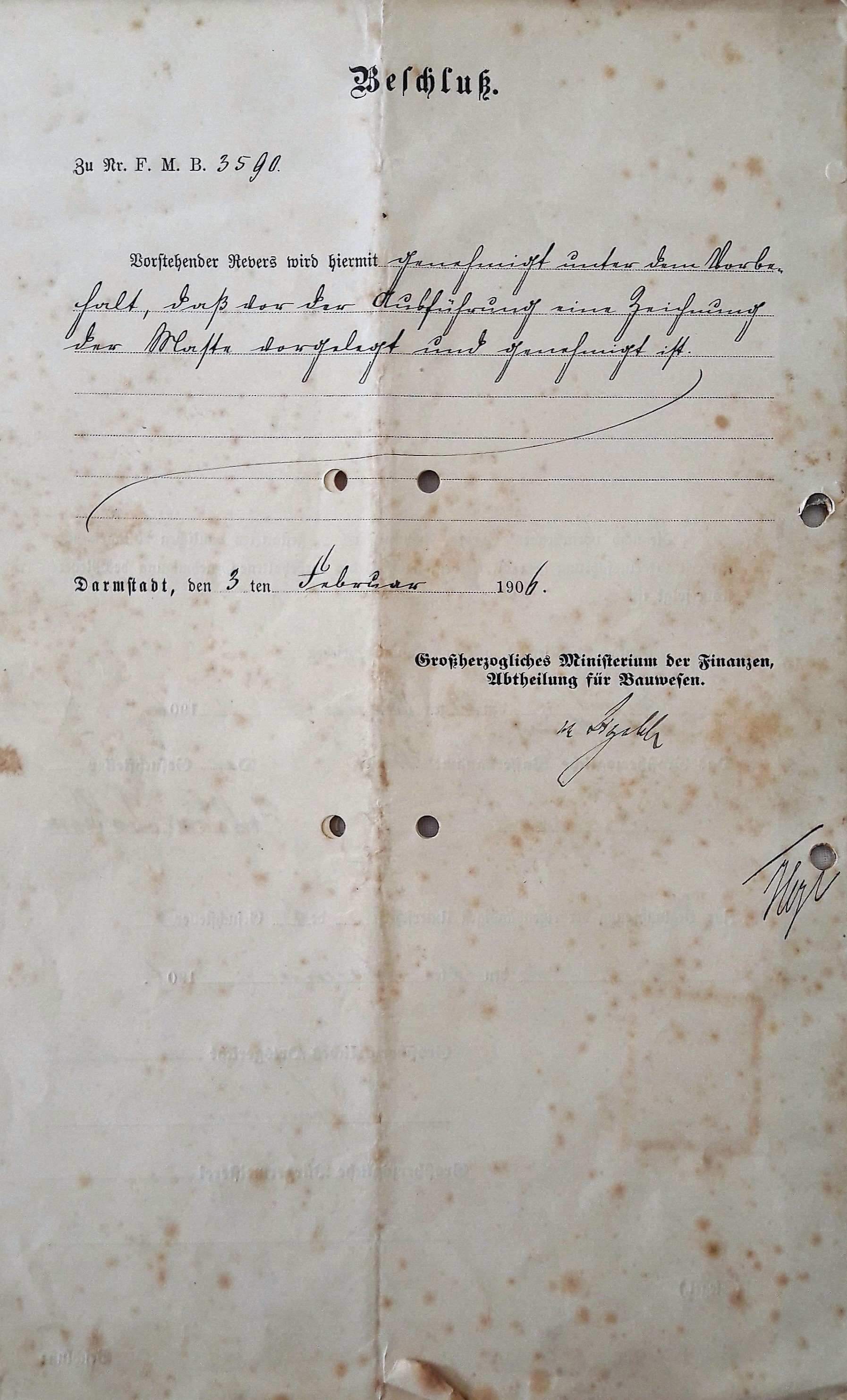
Genehmigung des Fährbetriebs durch das großherzoglich-hessische Ministeriums der Finanzen in Darmstadt.
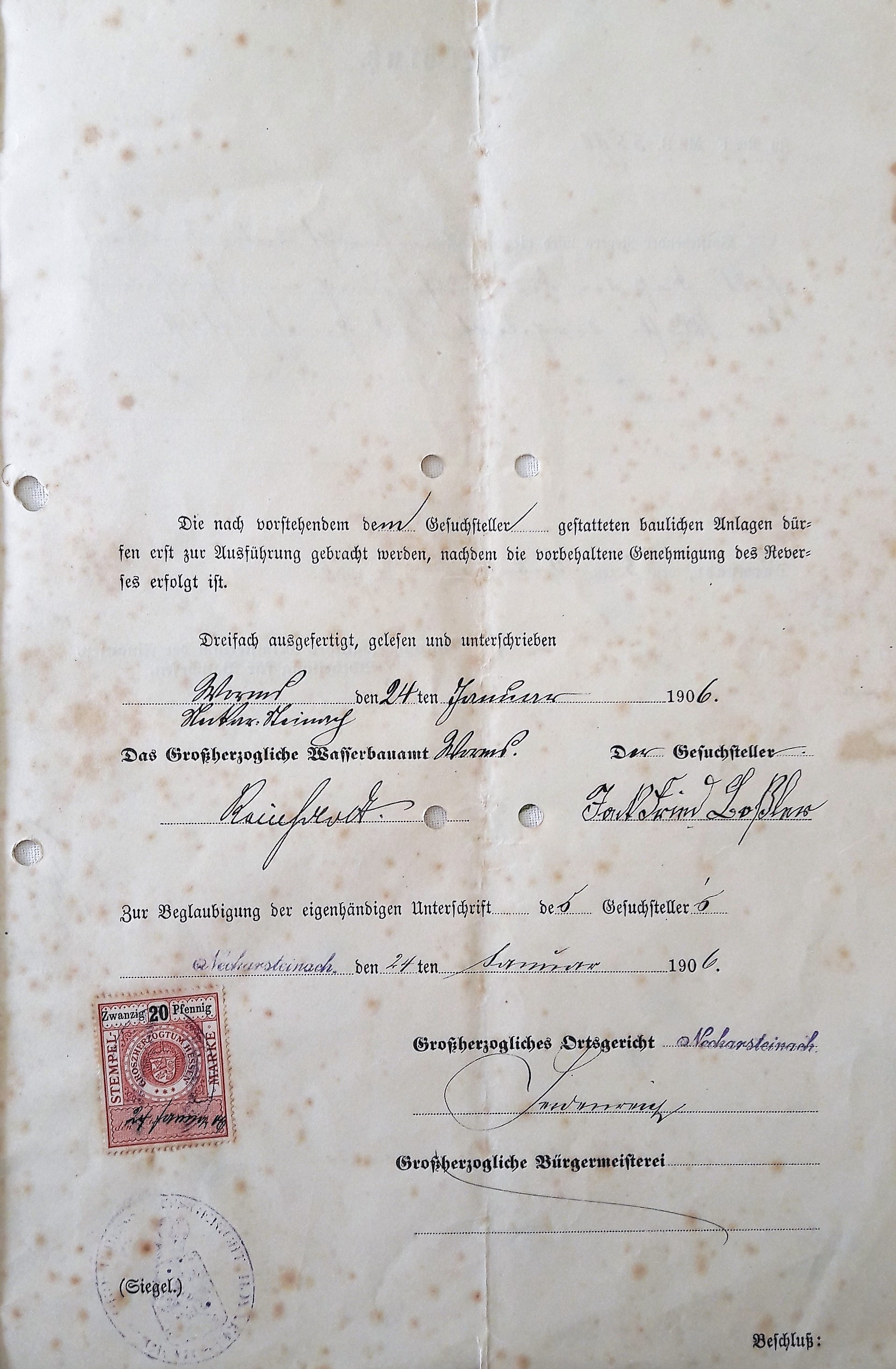
Genehmigung des Fährbetriebs durch das großherzoglich-hessische Wasserbauamt in Worms.